# Рядовой (Финляндия)
Рядовой (фин. Sotamies) — воинское звание в Силах обороны Финнляндии, соответствующее самому низшему рангу в сухопутных войсках и военно-воздушных силах. Принадлежит к категории рядового состава. В начале службы срочник носит звание 
новобранца (фин. alokas). Командир части повышает новобранцев до звания рядового обычно после завершения базовой подготовки и принесения военной присяги.

## Используемые наименования
Хотя Sotamies является официальным воинским званием в Силах обороны, оно редко используется в повседневной речи, обращении или представлении. Вместо него применяются более специфические наименования, в зависимости от рода войск, военной специальности или конкретной части.

### По роду войск
- Егерь (фин. Jääkäri) — Сухопутные войска

- Лётчик-солдат (фин. Lentosotamies) — Военно-воздушные силы
- Матрос (фин. Matruusi) — Военно-морские силы
- Пограничный егерь (фин. Rajajääkäri) — Пограничная охрана

### По военной специальности
- Артиллерист (фин. Tykkimies) — артиллерия, ПВО, береговые войска
- Связист (фин. Viestimies) — войска связи
- Сапёр (фин. Pioneeri) — инженерные войска
- Специалист по защите (фин. Suojelumies) — части РХБЗ
- Автомобилист (фин. Autosotamies) — тыловые части
- Медик (фин. Lääkintämies)
- Cященник срочной службы (фин. Varusmiespappi)

### По конкретным частям
- Гвардейский егерь (фин. Kaartinjääkäri) — Гвардейский егерский полк
- Береговой егерь (фин. Rannikkojääkäri) — Бригада Уусимаа
- Танкист (фин. Panssarimies) — Танковая и Карельская бригады
- Бронееегерь (фин. Panssarijääkäri) — Танковая и Карельская бригады
- Механик-танкист (фин. Panssarihuoltomies) — Танковая бригада
- Десантник егерь (фин. Laskuvarjojääkäri) — Егерский полк Ути
- Спецназовец егерь (фин. Erikoisjääkäri) — Егерский полк Ути

### Бывшие (устаревшие) наименования
- Кавалерист (фин. Ratsumies)

## Шевроны

Нарукавный шеврон
Нарукавный шеврон ВМФ